# İnci Aral
İnci Aral (Denizli, Turquia, 1944) és una escriptora turca que ha publicat nombroses novel·les i altres llibres de literatura.

## Biografia
Va néixer l'any 1944 a Denizli, Turquia, una ciutat del sud-oest de Turquia. Actualment viu a Istanbul, Turquia, amb el seu marit i els seus dos fills. Una de les seves històries populars va ser Ölü Erkek Kuşlar . La seva novel·la Ağda Zaman també va ser ben aclamada.
Després de llicenciar-se en pintura a la Universitat de Gazi, es va convertir en mestra i va ensenyar a Manisa, Samsun, İzmir i Ankara. Aral es va formar originalment com a pintora, però va sentir que la seva creativitat es podia aplicar en un altre lloc: escriure. Inicialment, va crear contes, però més tard es va concentrar cap a escriure novel·les. Moltes de les seves històries s'han traduït perquè es puguin llegir en diversos idiomes, com ara l'anglès i el francès. Tot i que és més coneguda a Turquia, la seva difusió s'ha estès a països com els Estats Units.
Les seves novel·les i contes breus se centren principalment en el desenvolupament de la societat, específicament com la identitat, l'amor i la llibertat de les dones afecten la societat. Tot i que les dones són una preocupació principal en la majoria de les seves novel·les i contes, no és imparcial amb els homes. Narra els dos gèneres junts, perquè creu que aquesta harmonia és crucial per retratar correctament la història completa de la societat.
Durant un discurs a la Conferència Mundial d'Escriptors d'Edimburg el 2013, Aral va presentar la seva perspectiva sobre el que depara el futur per a les novel·les. En el discurs, que es pot trobar al lloc web de The Guardian, afirma que els avenços en tecnologia són un determinant clau de com vivim les nostres vides i consumim béns culturals. Ella creu que el món s'ha accelerat molt a causa de la tecnologia i de la pressió sobre la cultura popular, deixant poc espai perquè la novel·la tradicional prosperi com ho va fer abans. Sigui com sigui que el món acabi, cosa que diu que és imprevisible, creu que la novel·la no quedarà il·lesa per aquesta revolució intel·lectual. Tot i que sap que les novel·les canviaran de llargada, creu que es pot fer molt per salvar la novel·la. Aral defensa la idea de que les novel·les es tornin més naturals i "capten la vida", per tal de recuperar els seguidors en aquest nou entorn tecnològic.
Alguns dels seus premis i honors inclouen el mèrit de la Casa del Llibre de l'Acadèmia per la seva història Ağda Zaman el 1980, el premi Nevzat Üstün Story Award pel seu llibre Kıran Resimleri el 1983, el premi Yunus Nadi pel seu llibre Ölü Erkek Kuşlar el 1992 i el Premi de novel·la Orhan Kemal per la novel·la Mor el 2002.

## Llibres
A continuació s'enumeren les obres escrites per Aral:
TrilogiaYeni Yalan Zamanlar (Nous temps de mentida)
1. Yeşil[8] (Verd)
2. Mor - Premi Orhan Kemal 2004[9] (Violat)
3. Safran Sarı[10] (Groc de safrà)

Altres
- Ağda Zamanı[11] (Temps de cera)
- Gölgede Kırk Derece[12] (Quaranta graus a l'ombra)
- Hiçbir Aşk Hiçbir Ölüm[13] (Cap amor cap mort)
- İçimden Kuşlar Göçüyor[14] (Els ocells emigren dins meu)
- Kandil Gecesinde[15] (En la nit de kandil)
- Kan Günleri ve Nar Ağrısı[16] (Dies de sang i dolor de magrana)
- Kıran Resimleri[17]
- Ölü Erkek Kuşlar[18] (Els ocells morts)
- Ruhumu Öpmeyi Unuttun[19] (Has oblidat de besar la meva ànima)
- Sadakat[20] (Lleialtat)
- Sevginin Eşsiz Kışı[21] (Hivern únic d'amor)
- Şarkını Söylediğin Zaman[22] (Quan cantes la teva cançó)
- Taş ve Ten[23] (Pedra i pell)
- Unutmak[24] (Oblidar)
- Uykusuzlar[25] (Els insomnis)
- Yazma Büyüsü[26] (L'encant d'escriure)
- Zahit Büyükişleyen[27] (Zahit Büyükişleyen)